# 自動車の運転により人を死傷させる行為等の処罰に関する法律
自動車の運転により人を死傷させる行為等の処罰に関する法律（じどうしゃのうんてんによりひとをししょうさせるこういとうのしょばつにかんするほうりつ、平成25年法律第86号）は、自動車の運転により人を死傷させる行為等に対する刑罰を定めた日本の法律で、刑法に対する特別法である。略称は、自動車運転処罰法または自動車運転死傷行為処罰法。
本法律は、それまで刑法に規定されていた当該罰則規定を独立させた特別刑法であり、法務省刑事局刑事課の所管となっている。

## 概要
自動車による交通事故のうち、加害者の飲酒運転など原因が悪質とされるものに対して厳罰を望む社会的運動の高まりを受けて、刑法に危険運転致死傷罪が規定された。しかし、その構成要件は、運転行為の中でも特に危険性の高いものに限定されていたため、例えば、下記のように、刑事裁判において危険運転致死傷罪を適用することには困難を伴っていた。
- 無免許運転を繰り返している場合に、無免許で事故を起こしても危険運転致死傷罪が適用できなかった。（亀岡暴走事故）
- 飲酒後に事故を起こした場合に、事故後に再度飲酒したり、あるいは逃走（ひき逃げ）するなどして事故当時の酩酊度を推定困難にする、という手法での逃げ得が発生していた。（福岡海の中道大橋飲酒運転事故）
- 自動車を運転するには危険な持病を持ちながらあえて運転して事故を起こした場合に、危険運転致死傷罪が適用できなかった。（鹿沼市クレーン車暴走事故）

本法律は、これら悪質な運転者が死亡事故を起こしている現状に刑法の規定が対応できていないとの意見により、構成要件に修正を加えると共に、刑法から関連規定を分離して独立した法律として、新たに制定されたものである。
なお、刑法に規定されていた時期と異なり、犯罪の主体は道路交通法に規定する自動車および原動機付自転車、と明確化されている。この明記化以前の、即ち刑法規定時期の用語「自動車」については、判例および拡大解釈によりオートバイ・原動機付自転車も含まれると解釈されてきた。

### あおり運転の多発による改正
あおり運転（妨害運転）による死亡事故や事件の多発を受けて、2020年（令和2年）に改正法が成立、同年7月2日に施行された。
妨害運転行為の処罰に関しては、改正道路交通法が第201回国会・同年6月2日に可決成立、同10日に公布され、6月30日に施行である。道路交通法の妨害運転罪については、具体的危険や交通事故（人身事故）の発生が無い場合であっても処罰対象となる。
処罰対象の主な類型としては、「通行区分違反」「急ブレーキ禁止違反」「車間距離不保持」「進路変更禁止違反」「追い越し違反」「減光等義務違反」「警音器使用制限違反」「安全運転義務違反」「最低速度違反（高速自動車国道）」「高速自動車国道等駐停車違反」に分類できる。

### 運転免許の行政処分
2014年（平成26年）現在、危険運転致死傷罪に該当する態様で死傷事故を起こした場合には、運転免許証の行政処分に関し「特定違反行為による交通事故等」の基準が適用され、致傷では基礎点数45～55点・欠格期間5～7年（被害者の治療期間による）、致死では62点・欠格期間8年となっており、殺人や傷害の故意をもって自動車等により人を死傷させた場合（運転殺人、運転傷害）と同程度の処分となっている。

## 経緯
- 2013年（平成25年）
  - 4月12日：閣議決定、第183回国会に法案提出
  - 11月5日：第185回国会衆議院本会議で可決
  - 11月20日：参議院本会議で可決、成立
  - 11月27日：公布
- 2014年（平成26年）5月20日：法施行（初回）[6]
- 2020年（令和2年）
  - 6月5日：令和2年改正法が可決成立
  - 6月12日：令和2年改正法公布
  - 7月2日：令和2年改正法施行[2][3][4][5][注 4]

## 犯罪類型と罰則

### 危険運転致死傷罪
下記の行為を行い、よって人を死傷させた者
（第3条2号の適用対象となる病気は後述）

### 発覚免脱罪
これはひき逃げの「逃げ得」を防止するため、当該運転者を重く処罰する規定である。事故発生までのアルコール・薬物の摂取の証跡を隠秘する目的で、現実の事故発生後に改めてアルコール・薬物を摂取したり、事故現場から逃走し隠秘したりするなどの行為が該当するが、前述の目的があれば他の手段であっても該当する。なお、逃走した場合には救護義務違反の罪も成立し、これは発覚免脱罪とは併合罪の関係にある（後述の「罪数論」を参照）。

### 過失運転致死傷罪
（裁量的免除）
刑法の旧規定（第211条の2）に自動車運転過失致死傷罪として規定されていたものである。軽傷時の刑の免除は裁量的免除であり、軽傷だから必ず免除される訳ではない。

### 無免許運転による加重
第6条。本法律各条（第2条から第5条まで）罪を犯した時に無免許運転をしたものであるときは、刑を加重するとする規定。無免許運転であることと事故（死傷）の間に因果関係は不要である。なお、運転技能を有しない状態で運転する行為については第2条で評価される。

### 法定刑
有期刑の上限は20年（刑法12条1項）。ただし、他の罪が併合罪加重として適用される場合や再犯加重の場合などは30年（刑法14条、同47条）。危険運転致死罪は裁判員裁判となる。
なお、殺意が認められる場合は自動車運転処罰法の危険運転致死傷罪ではなく刑法199条の殺人罪・刑法203条の殺人未遂罪で処断され、法定刑は死刑・無期または5年以上の拘禁刑となる。
| 罪状             | 罪状                     | 一般                                      | 無免許              |
| ---------------- | ------------------------ | ----------------------------------------- | ------------------- |
| 危険運転致死罪   | 危険運転致死罪           | 1年以上の有期拘禁刑                       | 加重なし（同左）    |
|                  | 準酩酊・準薬物・病気運転 | 15年以下の拘禁刑                          | 6月以上の有期拘禁刑 |
| 危険運転致傷罪   | 危険運転致傷罪           | 15年以下の拘禁刑                          | 6月以上の有期拘禁刑 |
|                  | 未熟運転                 | 15年以下の拘禁刑                          | 加重なし（同左）    |
|                  | 準酩酊・準薬物・病気運転 | 12年以下の拘禁刑                          | 15年以下の拘禁刑    |
| 発覚免脱罪       | 発覚免脱罪               | 12年以下の拘禁刑                          | 15年以下の拘禁刑    |
| 過失運転致死傷罪 | 過失運転致死傷罪         | 7年以下の拘禁刑、 または100万円以下の罰金 | 10年以下の拘禁刑    |

### 罪数論
本法律の各罪と道路交通法違反の各罪（救護義務違反の罪を含む）とは、下記の関係にある。
- 危険運転致死傷罪と過失運転致死傷罪とは、法条競合の関係にある。
- 過失運転致死傷罪と道路交通法違反の罪（酒気帯び運転ほかの交通違反）とは、併合罪の関係にある[注 6]。

## 道路外致死傷への適用
この法律の罪は、次の部分を除き、道路外致死傷（道路以外の場所において自動車等をその本来の用い方に従って用いることにより人を死傷させる行為）にも適用される。ただし、適法に開催された自動車競技、オートレース等、正当行為と判断される場合に限ってはこの限りではない。
- 通行禁止道路運転致死傷（第2条第6号）
- 無免許運転による加重（第6条）